# Comtat de Mauny
El comtat de Mauny fou una jurisdicció feudal de l'antic règim de França, a Normandia.
Inicialment una baronia, la família Mauny foren elevats a comtes al segle xiv i després a marquesos pel rei Lluís XIV. Els títols vinculats a la família eren els de comte de Mauny (després marquesos de Mauny), marquesos de Pontbriand, barons de Thorigny, senyors de Lesnen i de Bercenay, senyor de Billaye, i par de França. Els Mauny foren una de les principals famílies de l'aristocràcia francesa.